# 1902 Шапошников
1902 Шапошников (1902 Shaposhnikov) — астероїд головного поясу, відкритий 18 квітня 1972 року.
Тіссеранів параметр щодо Юпітера — 2,973.